# Calolydella rufiventris
Calolydella rufiventris är en tvåvingeart som först beskrevs av Townsend 1927.  Calolydella rufiventris ingår i släktet Calolydella och familjen parasitflugor. Inga underarter finns listade.